# 拉森齧脂鯉
拉森齧脂鯉，為輻鰭魚綱脂鯉目脂鯉亞目脂鯉科的其中一個種。分布於南美洲委內瑞拉淡水流域，體長可達5.6公分，棲息在沙石底質、水流快速的溪流，生活習性不明。